# Marco Polo
|  | Per a altres significats, vegeu «Marco Polo (sèrie de televisió)». |

  Marco Polo    (Venècia, 15 de setembre de 1254 - Venècia, 8 de gener de 1324) va ser un explorador i mercader, el més famós dels viatgers de la ruta de la Seda. Els seus viatges queden recollits a Il Milione.
Niccolò, el pare de Marco Polo i el seu oncle Matteo ja havien viatjat a Àsia abans que Marco hi anés amb ells. El 1269, després de molts anys de voltar pel món, Niccolò va tornar a Venècia i allà va conèixer el seu fill Marco per primera vegada, quan aquest ja tenia 15 anys. Cap a finals del 1271, els Polo van rebre valuosos regals per part del nou papa, Gregori X, amb l'encàrrec de portar-los al gran kan de la Xina, Khublai Khan, net de Genguis Kan. Així, quan Marco Polo tenia 17 anys, va marxar de Venècia amb el seu pare i el seu oncle cap a l'orient. Van travessar Armènia, Pèrsia i l'Afganistan fins a arribar a la Xina, recorrent tota la ruta de la Seda. La tornada la van fer pel mar de la Xina fins a l'estret d'Ormuz, on van seguir el seu viatge per terra fins a Venècia. Aquesta sèrie d'aventures són les que més endavant van ser documentades en el llibre de Marco Polo. Van arribar a Venècia el 1295, 24 anys després, portant moltes riqueses i tresors. Havien recorregut gairebé 24.140 km.
Pocs anys més tard, en un altre viatge, Marco va caure en mans dels genovesos que el van fer presoner entre 1298 i 1299. Mentre va estar a la presó, va dictar a un escrivent les seves aventures; d'entre els seus companys de cel·la, hi havia Rustichello de Pisa. Va ser Rustichello qui va embastar i donar forma a les històries que Marco Polo li va anar explicant durant el captiveri, que s'aplegarien en el llibre intitulat La descripció del món, més conegut com Els viatges de Marco Polo o Il Milione en italià. Va ser durant molt de temps una obra referent per als aventurers i va incentivar els viatges i la connexió de pobles molt allunyats a través del comerç per la Ruta de la Seda. Cristòfor Colom va ser un apassionat lector d'aquest llibre.

## Joventut

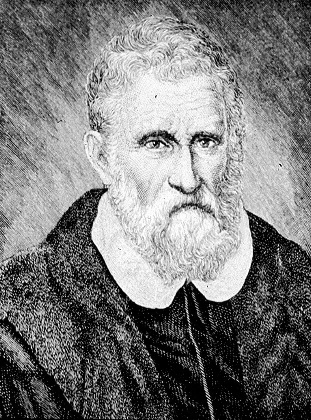
Retrat de Marco Polo (1600) a la Galeria de Monsenyor Badia a Roma.

La data i lloc de naixement de Marco Polo són desconeguts, i les teories són bàsicament conjectures. Tanmateix, la data concreta més citada és el 15 de setembre de 1254, i generalment s'accepta que Marco Polo va néixer a la República de Venècia; el lloc de naixement exacte es desconeix, però els biògrafs apunten Venècia com la ciutat natal de Marco Polo.
Niccolò, el seu pare, era un comerciant que negociava amb l'Orient Pròxim i va arribar a ser ric i assolí un gran prestigi. Niccolò i el seu germà Maffeo van emprendre un llarg viatge de negocis poc abans del naixement de Marco. El 1260, Niccolò i Maffeo residien a Constantinoble, i com que es preveia que es produiria un canvi polític, van liquidar els seus actius en joies i van marxar a veure món. D'acord amb la narració dels viatges de Marco Polo, en el seu recorregut travessaren una gran part d'Àsia, i van arribar a reunir-se amb Khublai Khan. Mentrestant, la mare de Marco Polo va morir i ell va anar a viure amb una tia i un oncle que foren els responsables de criar-lo. Polo va rebre una bona educació, i tenia preparació sobre qüestions comercials, com eren coneixements sobre la moneda estrangera, l'avaluació i el transport de vaixells de càrrega, encara que també se sap que va estudiar poc o gens de llatí.

## Antecedents: Niccolò i Matteo Polo

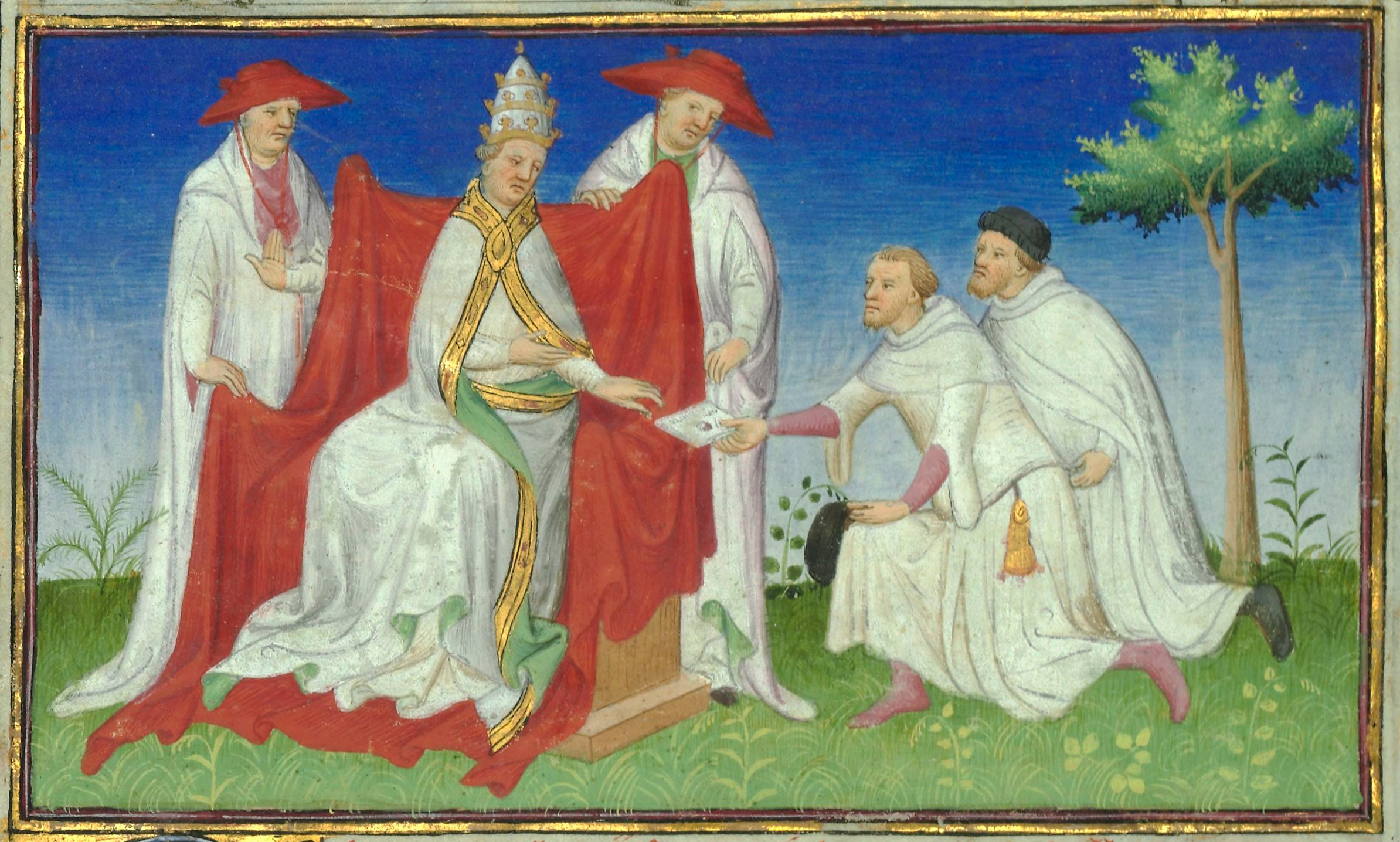
Niccolo i Matteo Polo lliurant una carta de Khublai Khan al Papa Gregori X el 1271

No es pot entendre la fama de Marco Polo com a aventurer i viatjant sense conèixer les experiències que van viure el seu pare, Niccolò, i el seu oncle Matteo. Uns mesos abans del naixement de Marco, el seu pare i el seu oncle, mercaders de joies, van emprendre un viatge de negocis a Constantinoble, on es varen establir per aprofitar el riu de riqueses que hi transitava des d'orient. Els anys transcorrien, i el comerç impulsava als Polo cap a territoris més orientals. S'instal·laren més al nord, a Crimea, al port de Soldaia, centre dels comerciants de la regió. Malgrat que a les primeres dècades de la seva expansió conqueridora a càrrec de Genguis Kan, els mongols deportaren milers d'artesans a la seva capital Karakorum, no van tardar a optar per fer-los produir intensament en el seu lloc d'origen, la qual cosa va permetre que a finals del segle xiii llargues caravanes de camells replets de sedes, ceràmiques, cotons, perfums i productes medicinals travessessin l'Àsia.
A principis de la dècada de 1260, Niccolò i Matteo, van decidir sumar-se a les caravanes que, amb la fórmula del comerç tributari, es dirigien a la cort del més occidental dels kans mongols, Berke, el kan de l'Horda d'Or. Els regals dels venecians satisfeien al kan que, a la vegada, els donava molts productes amb els quals podien negociar. Estimulats pels beneficis obtinguts i preocupats per la reconquesta romana d'Orient de Constantinoble produïda l'any 1261, els dos germans van optar per no retornar a Europa i van continuar el camí cap a l'Àsia central, seguint el tram més septentrional de la Ruta de la Seda.
Endinsats en les terres governades pels mongols, o tàtars com els anomenaven els europeus, van haver de passar tres anys a Bukharà, a l'Uzbekistan, temorosos de moure's per la guerra que va esclatar entre els dos grans clans mongols: el de Berke i el d'Hülegü. Quan el mateix il-kan Hülegü va passar per Bukharà de camí a la cort del gran kan, els Polo, i probablement altres, van decidir seguir-lo estimulats per l'afirmació d'Hülegü que el gran kan no havia vist mai llatins –com s'anomenaven als europeus occidentals–, i que estaria encantat de fer-ho. Els Polo van acceptar l'oferiment, ja que van advertir l'oportunitat única d'obrir el comerç directe amb l'Extrem Orient, evitant els mitjancers àrabs i perses, i van veure també la manera de sortir de Bukharà sense entrebancs.

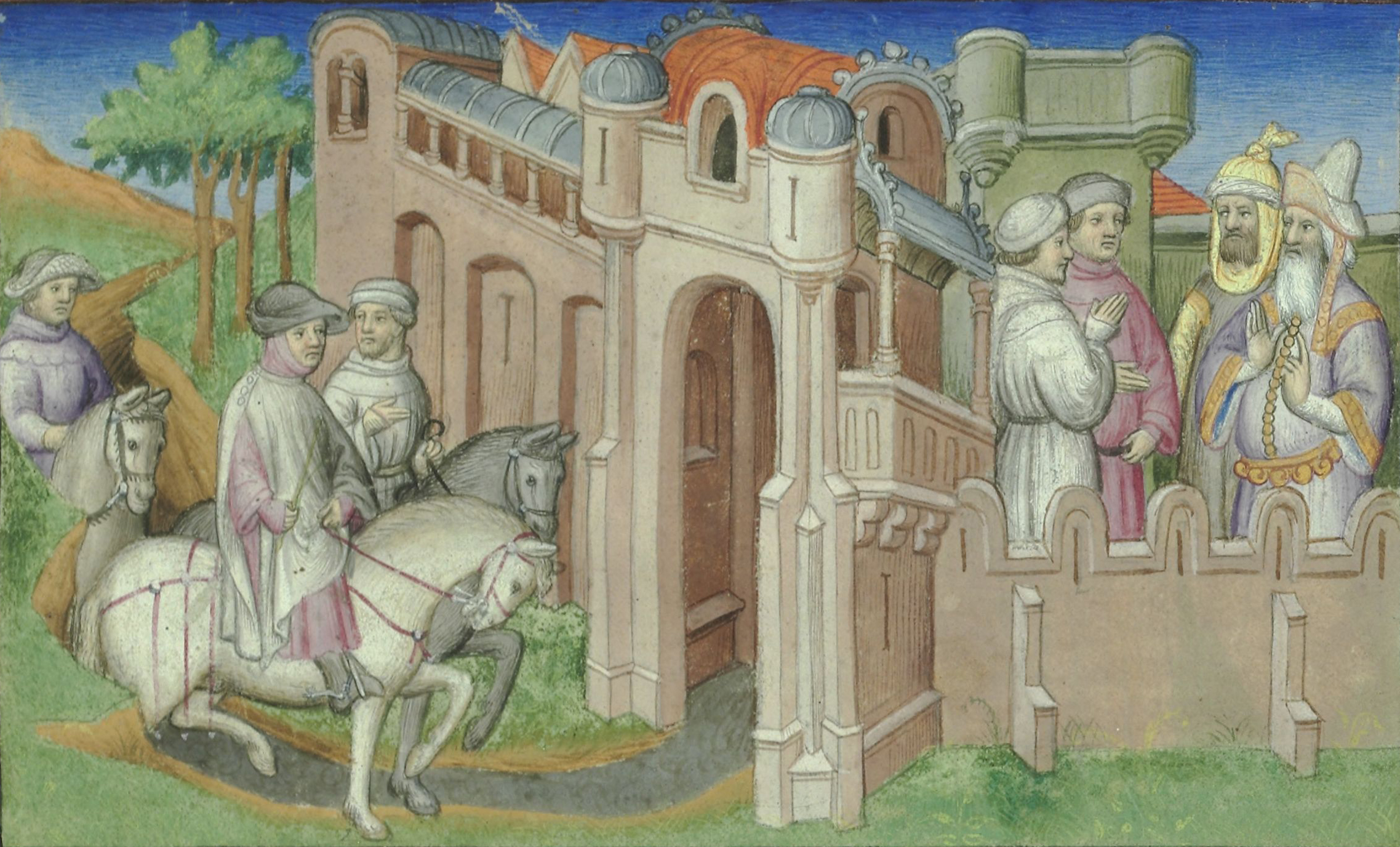
Els Polo a Bukharà en una reunió amb els representants d'Hülegü

Van tardar un any a travessar el Pamir, entre grans nevades i rius desbordats. Niccolò i Matteo no van arribar a la cort de Khublai Khan a Shangdu, el Xanadú dels europeus, fins a l'any 1265. Se sap poc de la seva estada, ja que Marco Polo només dedica els primers capítols del seu llibre a tot el viatge dels germans Polo, però s'ha de suposar que el kan els va proporcionar una atenció relativa, car en aquests moments estava absort en la conquesta del sud de la Xina, el ric Imperi Song.
Quan, després d'una estada de tres anys, es van decidir finalment a partir, Khublai els va lliurar les cartes necessàries per garantir-los un retorn còmode i barat, ja que el salconduit del gran kan implicava que se'ls hi donés allotjament, naus, cavalls i homes que els servien d'escorta per anar d'un país a l'altre.
El 1269, van tornar a Venècia després de més de 15 anys de viatge per la Xina. Es van trobar que l'esposa de Niccolò havia mort i havia deixat un fill, el jove Marco que ja tenia 15 anys i el seu pare encara no l'havia vist. Els Polo van restar dos anys a Venècia a l'espera que fos elegit un nou papa després de la mort de Climent IV, l'any 1268. Li havien de fer arribar una carta que els havia donat Khublai Khan i en la qual es demanava la tramesa de cent missioners i una mica d'oli sagrat de Jerusalem. L'any 1271, trobant-se a Sant Joan d'Acre, Gregori X va rebre la notícia que havia estat elegit papa, i el 19 de novembre va emprendre viatge cap a Roma.

## El viatge de Marco
Tan bon punt el papa els va poder rebre, els dos germans Polo –aquesta vegada ja amb Marco que tenia disset anys–, retornaren a Mongòlia. Van arribar a Cambaluc el 1274 i van lliurar els presents del papa a Khublai, després d'un viatge que va durar quatre anys i en què van recórrer tot l'Orient mitjà i l'Àsia central abans d'arribar a la cort del gran kan.
El viatge començà quan Niccolò –deixant també aquesta vegada a la seva nova esposa embarassada–, Matteo i el jove Marco, van embarcar en direcció a Sant Joan d'Acre. La seva primera inquietud fou localitzar Teobaldo Visconti, el legat papal a qui els dos germans ja coneixien del seu anterior viatge, per demanar-li l'autorització necessària per viatjar a Jerusalem. Amb els papers en regla, els tres Polo van navegar cap a Joppe i després van cobrir una jornada de tretze llegües fins a Jerusalem.
Teobaldo els va proveir de cartes que acreditaven la demora que els havia ocasionat la mort del papa i el retard en l'elecció del seu successor, i justificava amb aquest fet que no portessin els cent monjos. Amb les credencials, els Polo van reprendre el viatge cap a Layas, prop d'Antioquia, però es van topar amb una revolta que bloquejava la ruta de les caravanes. Mentre esperaven pacients que es desembarassés el camí van rebre un correu d'Acre: Teobaldo, amb el nom de Gregori X, era el nou papa. Els Polo van tornar a Acre a la recerca dels cent doctors cristians, però només els van proporcionar dos frares predicadors –dos frares dominicans–, Niccolò de Vicence i Guillem de Trípoli, un reputat i respectat expert de l'islam, que portaven amb ells l'oli sagrat que els havia proporcionat el papa. Els dos frares no acabaren el viatge a causa de la por que agafaren uns dies més tard, aterrits quan a Layas van ensopegar amb Bàybars I el Ballester, rei dels mamelucs, que atacava el territori i representava un greu perill per als viatgers.

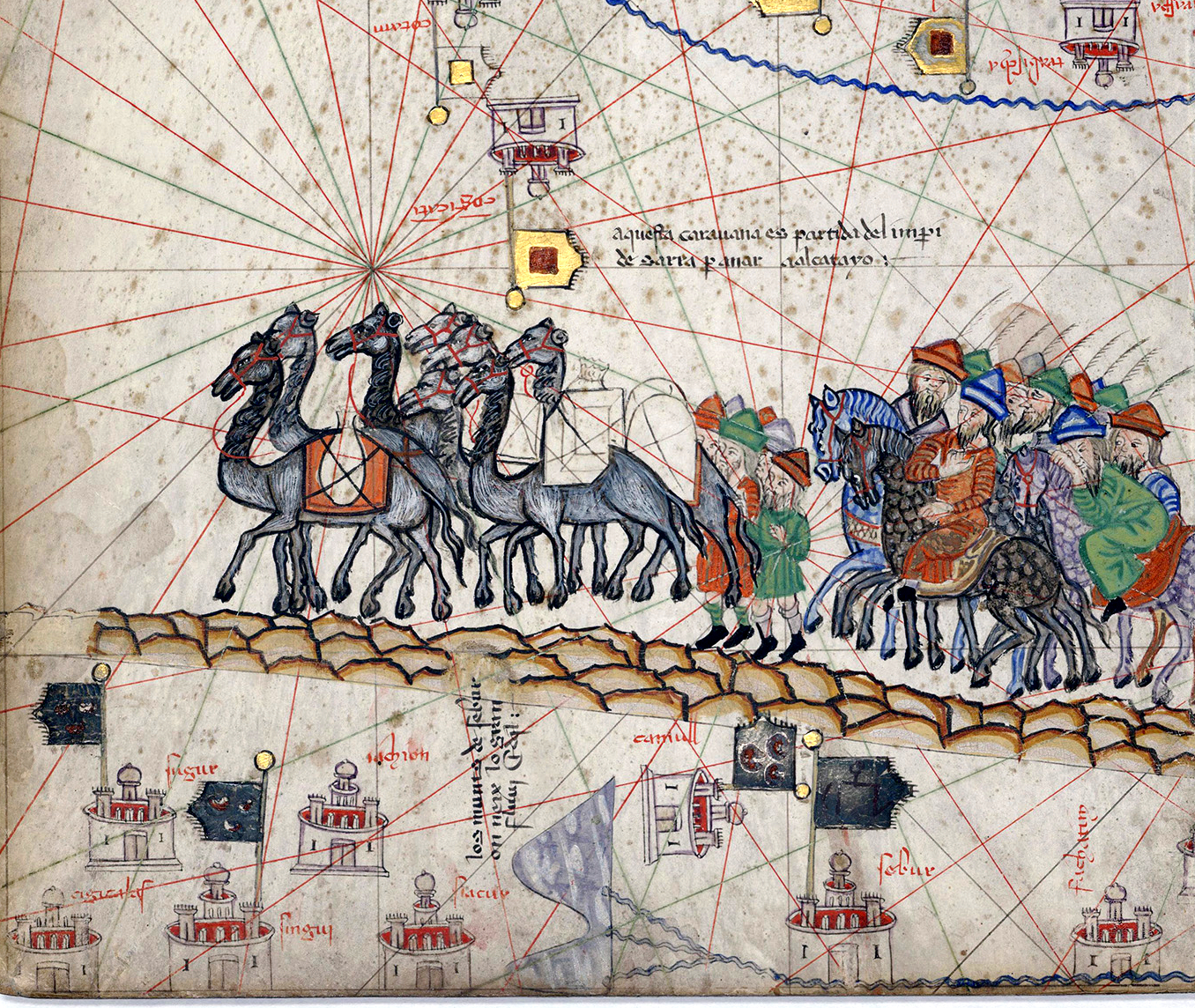
Gràfic de la Ruta de la Seda que apareix a lAtles Català amb la següent llegenda: Aquesta caravana és partida de l'Imperi de Sarai per anar a Catai.

Sembla que després de travessar la Petita Armènia, de la qual va descriure el comerç, la cacera i els costums de la seva gent, van arribar a Anatòlia, terra de teixidors de les catifes més boniques del món, i d'allà a la Gran Armènia, on va veure una font de la qual brollava un oli negre que no era utilitzat com a aliment: el petroli. Van visitar després Mossul, on es fan les teles més belles d'or i seda, i es va extasiar a Tabriz davant del major mercat de perles conegut. A Saba, va admirar les tombes dels tres Reis Mags i, a Kerman, les famoses turqueses, que porten aparellada la dissort amorosa de qui les posseeix, perquè es creu que provenen dels esquelets de les persones desgraciades en amors.
Van ser atacats per bandits i van intentar fatigosament arribar a Ormuz, des d'on pretenien embarcar-se cap a la Xina. Una vegada allà, però, van canviar els plans en vista del risc que suposava la poca solidesa dels vaixells. Van fer camí en direcció al nord-est i es van internar pel continent fins a Tunocain, després de travessar unes regions desèrtiques. Els dies van ser esgotadors fins a arribar a Bactres, a l'Afganistan septentrional, i van aconseguir un llarg i merescut descans a Balashan, on la caravana es va detenir un temps.
El juny de 1275 van arribar per fi a Xanadú, la residència estiuenca del monarca, que fugia durant uns mesos de la calor de Cambaluc, la capital. El monjo tibetà i confident de Khublai Khan, Drogön Chögyal Phagpa (1235-1280) esmenta al seu diari un amic estranger de Khublai Khan; aquest, possiblement, deuria ser un dels membres de la família Polo o, fins i tot, Marco Polo, encara que malauradament no dona cap nom. Els emissaris van fer arribar l'oli regalat pel papa Gregori X al gran kan.
El sobirà mongol, segons el mateix Marco, va agafar afecte per ell, el més jove del grup, i el va enviar a les terres del sud-est que havien estat incorporades recentment a l'Imperi Mongol. És per aquest motiu que, probablement, Marco hauria creuat tota la Xina fins a arribar a Pagan, a l'actual Myanmar.
El 1292, després d'haver-se passat 17 anys a l'Extrem Orient, els Polo van tornar per mar fins a arribar a Venècia el 1295. La sortida del país no va ser fàcil, ja que Khublai no els deixava marxar. La mort de Bolgana, mare i esposa d'Argón, rei de Pèrsia i nebot de Khublai, va servir d'ajuda d'aquests «presoners de luxe», i els missatgers que va enviar a Pequín a la recerca d'una nova esposa van ser la clau que els va obrir la porta, ja que ells van sol·licitar poder tornar a Pèrsia amb el consell i la companyia d'aquells viatgers tan experimentats. Khublai no va poder negar-s'hi i els va deixar partir.
Marco ja tenia 40 anys, es va casar amb Donata Badoer, filla del mercader Vitale Badoer, i va tenir tres filles anomenades Fantina, Bellela i Moretta. Des de llavors va portar els seus negocis i, com la resta de conciutadans, va oferir els seus serveis a la República en els seus freqüents conflictes amb els veïns.

## Darrers anys i mort
El 1323, Marco Polo va quedar confinat al llit a causa d'una malaltia. El 8 de gener de 1324, malgrat els esforços dels metges per tractar-lo, la seva salut es deteriorà i es van preparar per al fatal desenllaç. Per escriure i certificar la voluntat, la seva família va demanar l'ajuda de Giovanni Giustiniani, un sacerdot de l'església de Sant Procolo. La seva dona, Donata, i les seves tres filles van ser nomenades per ell com a marmessores; l'església tenia dret, per llei, a una part del seu patrimoni. Marco va fer el testament i va ordenar que una suma addicional es pagaria al convent de Sant Llorenç, el lloc on volia ser enterrat. També deixava en llibertat un esclau tàrtar que podia haver-lo acompanyat des d'Àsia.
Es van repartir la resta dels seus actius, incloent-hi diverses propietats, entre persones, institucions religioses, tots els gremis i la fraternitat a la qual pertanyia. També va deixar detallats diversos deutes, dels quals 300 lires els devia la seva cunyada, i altres per al convent de San Giovanni, San Paolo de l'Orde de Predicadors, i un clergue anomenat fra Benvenuto. Va ordenar el pagament de 220 sòlids a l'atenció de Giovanni Giustiniani per la seva tasca com a notari i per les seves oracions. El testament no va ser signat per Marco Polo, però va ser validat pel sistema general del signum manus, pel qual el testador només havia de tocar el document perquè es complís la llei, amb data del 9 de gener de 1324. A causa de la llei de Venècia que indica que el dia acaba al vespre, la data exacta de la mort de Marco Polo no pot ser determinada, però va ser entre les postes de sol del 8 i el 9 de gener de 1324.

## El llibre i possible controvèrsia
El llibre va ser dictat a Rustichello de Pisa, un home de lletres i aventurer, que entre altres coses havia participat en la Vuitena Croada (1271-1272) acompanyant Eduard I d'Anglaterra, rei a qui va servir durant molt anys.
No existeix cap versió autoritzada del llibre de Marco Polo, i els primers manuscrits difereixen significativament. Les versions publicades del seu llibre o bé es presenten com a escrits fragmentats, o es barregen parts de diverses versions, o s'afegeixen notes aclaridores, com per exemple, en la traducció a l'anglès de Henry Yule. Hi ha al voltant de 150 publicacions sobre l'obra en diversos idiomes, i en aquell temps, sense la disponibilitat d'una impremta, es van fer molts errors durant la còpia i la traducció, donant lloc a moltes discrepàncies. A tall d'exemple, una de les traduccions a l'anglès d'A.C. Moule i Paul Pelliot, obra publicada el 1938, es basa en un manuscrit en llatí que es va trobar el 1932 a la biblioteca de la catedral de Toledo, i és un 50% més extens que les altres versions.
Moltes de les seves observacions són precises i comprovables; va ser gràcies a ell que Occident va tenir coneixement d'aquelles terres llunyanes. Curiosament, Marco Polo va fer una crònica minuciosa i àmplia de tot allò que va veure, però va dedicar només una breu pàgina a la ruta que van seguir des de Venècia a Xanadú.
S'ha afirmat que els viatges i les històries documentades en el llibre La descripció del món són falses. Aquestes opinions sostenen que potser Marco Polo va arribar a la Xina, però que és totalment fals que va reunir-se amb els monarques d'aquest país. Una de les moltes proves és que descriu la indumentària de l'alta societat xinesa com una barreja entre les vestimentes genoveses i turques, on sí que s'hi va estar una llarga temporada, car els Polo tenien una factoria de teles en aquell país. Un altre detall que fa malpensar és l'omissió de la Gran Muralla que voreja el corredor de Gansu per on el mercader venecià va entrar a la Xina. Tot i això, també és veritat que aquesta zona és el tram on la muralla és menys espectacular i es confon més amb el seu entorn, cosa que podria explicar l'aparent divergència entre la realitat i el relat de Marco Polo.

## Llegat

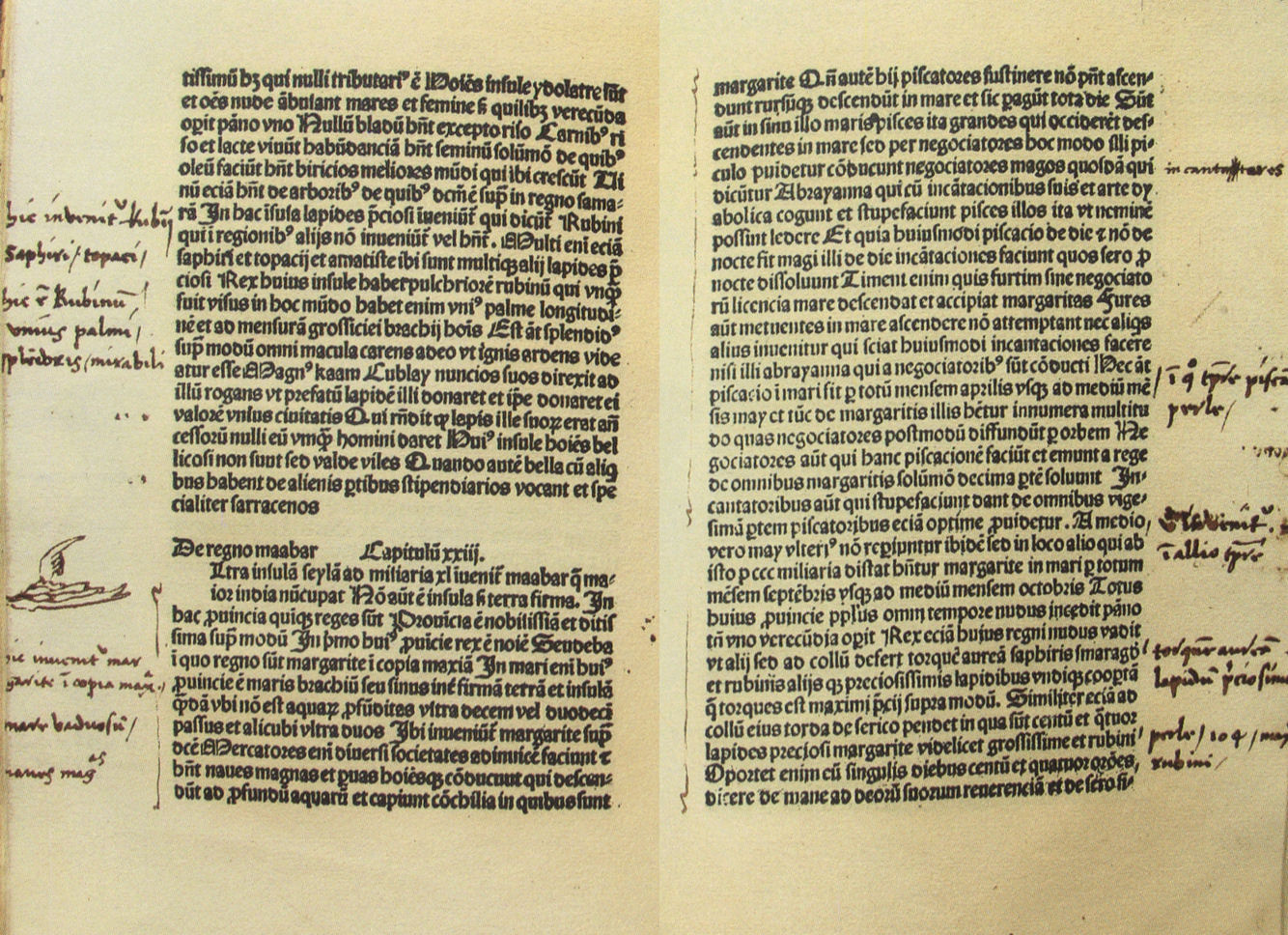
Notes manuscrites de Cristòfor Colom a partir d'una edició en llatí del llibre de Marco Polo

Altres exploradors europeus menys coneguts, com Jean de Plan Carpin, ja havien viatjat a la Xina, però gràcies a la divulgació del llibre de Marco Polo el seu viatge va ser el primer a ser conegut en molts llocs. Cristòfor Colom va rebre la inspiració per visitar aquestes terres per si mateix, estimulat també per la descripció detallada de Marco Polo de l'Extrem Orient; un exemplar del seu llibre estava entre les seves pertinences, amb notes manuscrites. Bento de Góis va quedar influït pels escrits de Marco Polo en què parlava d'un regne cristià molt a l'est, i va fer un llarg viatge d'unes 4.000 milles (6.437 km), durant tres anys, per l'Àsia central. Mai va trobar el regne, però va acabar els seus viatges a la Gran Muralla de la Xina el 1605, demostrant que Catai era el que Matteo Ricci anomenava Xina.

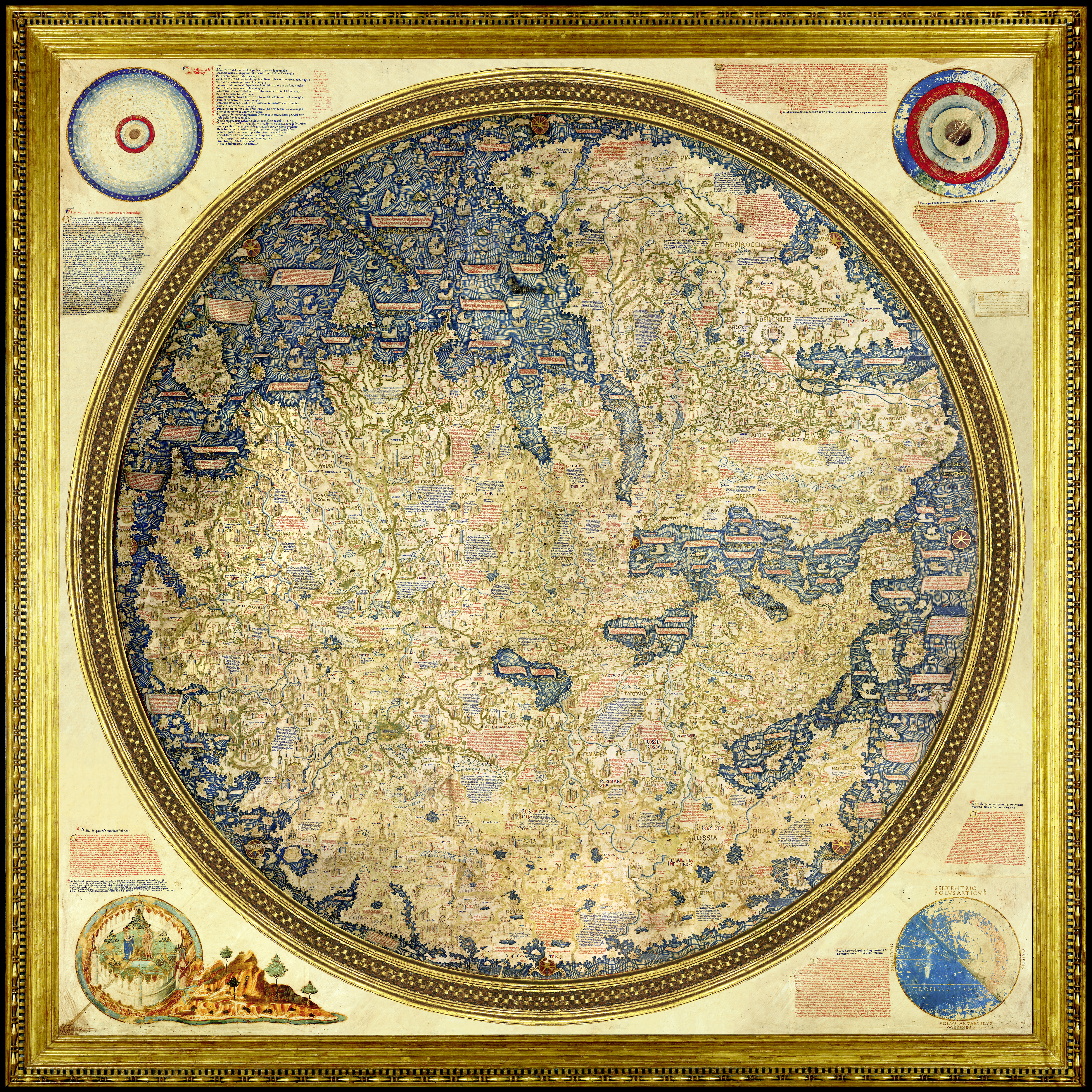
El mapa de Fra Mauro, publicat cap al 1450 per aquest monjo venecià

Els viatges de Marco Polo podrien haver exercit una certa influència en el desenvolupament de la cartografia europea, que contribuiria als viatges europeus d'exploració del següent segle. Giovanni Battista Ramusio va comentar que el mapa de 1453 de Fra Mauro podia haver estat una còpia millorada del que havia portat Marco Polo de Catai:
| «                           | Aquest detallat mapa il·luminat del món sobre pergamí, que encara es pot veure en un gran armari juntament amb el cor del seu monestir (camaldulencs el monestir de San Michele di Murano) va ser un dels germans del monestir, que va tenir gran alegria en l'estudi de cosmografia, elaborat amb diligència i còpia de la més bella i molt vell mapa de navegació i un mapa del món que havien estat portats des de Catai pel Molt Honorable Messer Marco Polo i el seu pare. | » |
| — Giovanni Battista Ramusio | |   |

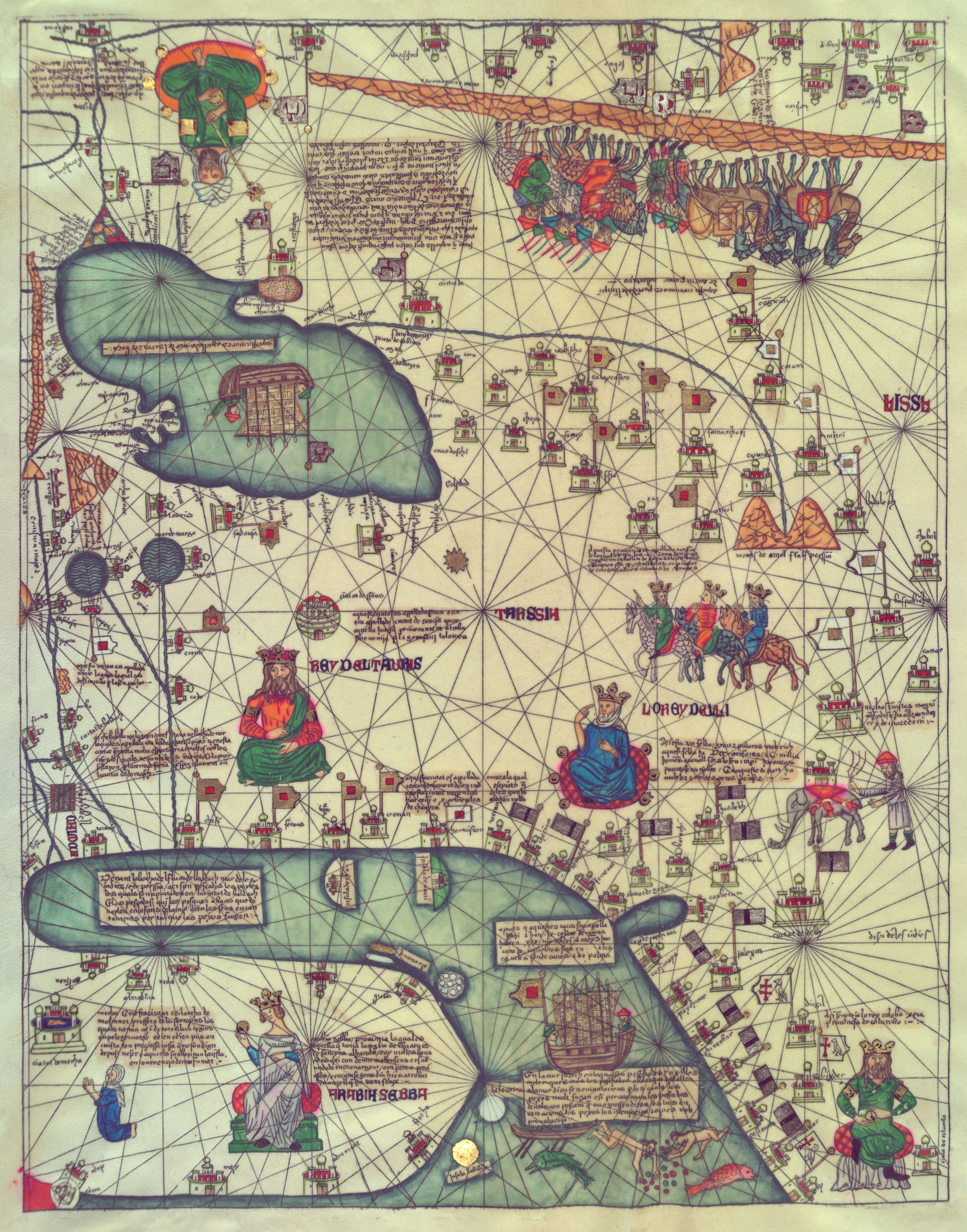
Mapa de Delli, del cinquè full de l'Atles Català en una còpia del.

Destaca també la seva influència sobre l'Atles Català, el mapa cartogràfic català més important de l'edat mitjana, atribuït al jueu mallorquí Cresques Abraham. No està signat ni datat, i se sap que la data aproximada de producció és el 1375 pel registre que figura al calendari que l'acompanya. La majoria dels noms de la regió de la zona de l'Índia que apareixen al cinquè full provenen del llibre de Marco Polo.

## Reconeixement
- El 1851, el New Brunswick, un clipper de tres pals construït a Saint John, també va ser batejat amb el seu nom; el vaixell Marco Polo va ser el primer a navegar al voltant del món en menys de sis mesos.[27]
- L'aeroport de Venècia es diu Marco Polo.[28]
- El programa de viatges de la companyia de Hong Kong, Cathay Pacific, és conegut com a "Marco Polo Club".[29]
- Els viatges de Marco Polo són els protagonistes de ficció a l'obra de Brian Oswald Donn Byrne, Messer Marco Polo
- Marco Polo també és el protagonista de la novel·la The Journeyer (El vianant) (1984) de Gary Jennings.
- Apareix com el personatge central en la novel·la Ciutats invisibles d'Italo Calvino.
- La minisèrie de televisió de 1982, Marco Polo, dirigida per Giuliano Montaldo, i que representen els viatges de Marco Polo, va guanyar dos premis Emmy i va ser nominada a sis premis més.[30]
- Marco Polo és un gran explorador al vídeo-joc d'estratègia Civilization Revolution (2008).[31]
- L'ovella de Marco Polo, una subespècie Ovis aries, és anomenada així en honor de l'explorador,[32] que la va descriure en la seva travessa del Pamir (l'antic Mont Imeon) el 1271:

| «                | Then there are sheep here as big as asses; and their tails are so large and fat, that one tail shall weigh some 30 lbs. They are fine fat beasts, and afford capital mutton. Després hi ha ovelles aquí tan grans com ases. Les seves cues són tan grosses i greixoses que una cua pot pesar trenta lliures. Són animals fins i grassos i proporcionen una carn excel·lent. | » |
| — Cordier, 1923. | |   |

## Marco Polo i els rellotges de Quinsai
En una de les descripcions sobre la ciutat de Quinsai (actual Hangzhou), Marco Polo parla dels ponts i de les guaites contínues que tenien: cinc guardians de nit i cinc de dia. Aquestes guaites havien de controlar el pas del temps amb un rellotge (horiuolo), fent sonar una bacina (possiblement un gong) amb tocs predeterminats. Un toc a la una de la nit, dos a les dues… etc. Des de la sortida de sol tornaven a començar amb un toc.
| «                                                                                                   | Et anchor’e` ordinato per il gran Can, che sopra la maggior parte de’ponti vi siano notte, e giorno sott’vn coperto dieci guardiani, cioe cinque la notte, e cinque il giorno, e in ciascuna guardia v’e vn tabernacolo grande di legno con un bacino grande e un’ horiuolo, con il quale conoscono l'hore della notte, e cosí quelle del giorno. Et sempre al principio della notte com’e` paſſata un’hora, vn de’detti guardia ni percuote una volta nel tabernacolo, en el bacino, e la contrata sente, ch’egli e` vn’hora. Alla seconda danno due botte, e il simil fanno in ciascun'hora moltiplicando i colpi, e non dormono mai, ma sanno sempre uigilanti. La mattina poi al spontare del Sole cominciano a battere un'hora come hanno fatto la sera, e cosí d'hora in hora. | » |
| — Secondo volume delle nauigationi et viaggi, raccolto gia da Giovanni Battista Ramusio,Marco Polo. | |   |